# Železniška postaja Podbrdo
Železniška postaja Podbrdo je ena izmed železniških postaj v Sloveniji, ki oskrbuje bližnje naselje Podbrdo.
Postaja ob južnem vhodu v Bohinjski predor je bila odprta leta 1906 skupaj z Bohinjsko progo. Po prvi svetovni vojni je Primorska skupaj s Podbrdom prišla pod italijansko zasedbo. Takrat je postaja, ki so jo tako kot kraj preimenovali v Piedicolle, postala obmejna postaja, kjer so opravljali carinske formalnosti in menjavo lokomotiv. Ker prvotna postaja ni zadoščala tem namenom, so leta 1927 zgradili večje postajno poslopje, ki stoji še danes.